# Serie C1 1993/1994
Soutěžní ročník Serie C1 1993/94 byl 16. ročník třetí nejvyšší italské fotbalové ligy. Soutěž začala 12. září 1993 a skončila 22. června 1994. Účastnilo se jí celkem 36 týmů rozdělené do dvou skupin po 18 klubech. Z každé skupiny postoupil vítěz přímo do druhé ligy, druhý postupující se probojoval přes play off.
Od této sezóny byly za vítězství 3 body, play-off (ve kterém se týmy umístily od 2. do 5. místa v každé skupině) a play-out (ve kterém se týmy umístily od 14. do 17. místa v každé skupině). Jenže po sezoně byli pro některé kluby bankroty.
Pro následující sezonu nebyly přijaty tyto kluby:
- Vis Pesaro Calcio: v minulé sezóně se umístil na 14. místě ve skupině A, kvůli finančním problémům hrál v regionální lize.
- US Casertana: v minulé sezóně na 6. místě ve skupině B, kvůli finančním problémům hrál v regionální lize.
- Calcio Catania: v minulé sezóně na 8. místě ve skupině B, kvůli finančním problémům hrál v regionální lize.
- ACR Messina: v minulé sezóně na 12. místě ve skupině B, kvůli finančním problémům hrál v regionální lize.
- Taranto FC: v minulé sezóně na 19. místě, kvůli finančním problémům hrál v regionální lize.
- PC Ternana: v minulé sezóně na 20. místě, kvůli finančním problémům hrál v regionální lize.

Místo těchto klubů hráli v sezoně tyto kluby : byly vyloveny Casarano Calcio, AS Siracusa, AS Ischia Isolaverde, AC Siena a AC Carpi, které byly součástí minulé sezóny a  klub Matera Sport která postoupila ze 3. místa ze čtvrté ligy.

## Skupina A
| Poř. | Tým                    | Z  | V  | R  | P  | VG | OG | B  |
| ---- | ---------------------- | -- | -- | -- | -- | -- | -- | -- |
| 1.   | AC ChievoVerona        | 34 | 19 | 11 | 4  | 46 | 23 | 68 |
| 2.   | AC Mantova 1           | 34 | 18 | 12 | 4  | 49 | 29 | 66 |
| 3.   | SPAL                   | 34 | 17 | 11 | 6  | 47 | 30 | 62 |
| 4.   | Bologna FC 1909        | 34 | 17 | 7  | 10 | 41 | 26 | 58 |
| 5.   | Como Calcio            | 34 | 13 | 12 | 9  | 45 | 34 | 51 |
| 6.   | AC Pro Sesto           | 34 | 12 | 11 | 11 | 36 | 35 | 47 |
| 7.   | US Fiorenzuola 1922 SS | 34 | 10 | 15 | 9  | 29 | 31 | 45 |
| 8.   | Leffe Calcio           | 34 | 10 | 14 | 10 | 39 | 36 | 44 |
| 9.   | AC Pistoiese           | 34 | 10 | 14 | 10 | 29 | 34 | 44 |
| 10.  | US Triestina Calcio    | 34 | 8  | 19 | 7  | 32 | 30 | 43 |
| 11.  | AC Carpi               | 34 | 10 | 12 | 12 | 34 | 36 | 42 |
| 12.  | Carrarese Calcio 1908  | 34 | 9  | 14 | 11 | 34 | 31 | 41 |
| 13.  | AC Prato               | 34 | 8  | 15 | 11 | 34 | 35 | 39 |
| 14.  | US Alessandria Calcio  | 34 | 8  | 12 | 14 | 29 | 39 | 36 |
| 15.  | US Massese             | 34 | 8  | 12 | 14 | 27 | 43 | 36 |
| 16.  | AC Spezia 2            | 34 | 5  | 17 | 12 | 23 | 43 | 32 |
| 17.  | Empoli FC              | 34 | 6  | 14 | 14 | 26 | 33 | 32 |
| 18.  | AC Palazzolo 2         | 34 | 3  | 8  | 23 | 22 | 54 | 17 |

Poznámky
- Z = Odehrané zápasy; V = Vítězství; R = Remízy; P = Prohry; VG = Vstřelené góly; OG = Obdržené góly; B = Body
- za výhru 3 body, za remízu 1 bod, za prohru 0 bodů.
- 1  AC Mantova byla po sezoně vyloučena za nesrovnalosti.
- 2  AC Spezia a AC Palazzolo zůstali v soutěži.

|  | Přímý postup do Serie B 1994/95  |
|  | Play off                         |
|  | Play out                         |
|  | Přímý sestup do Serie C2 1994/95 |

### Play off
Boj o postupující místo do Serie B.

#### Semifinále
Bologna FC 1909 – SPAL 0:2, 1:0
Como Calcio – AC Mantova 2:1, 0:0

#### Finále
Como Calcio – SPAL 2:1
Postup do Serie B 1994/95 vyhrál tým Como Calcio.

### Play out
Boj o udržení v Serie C1.
Empoli FC – US Alessandria Calcio 1:0, 0:0
AC Spezia – US Massese 0:0, 0:1
Sestup do Serie C2 1994/95 měli kluby US Alessandria Calcio a AC Spezia. Jenže po bankrotech některých klubů tak zůstali v soutěži.

## Skupina B
| Poř. | Tým                   | Z  | V  | R  | P  | VG | OG | B  |
| ---- | --------------------- | -- | -- | -- | -- | -- | -- | -- |
| 1.   | AC Perugia            | 34 | 20 | 11 | 3  | 46 | 17 | 71 |
| 2.   | Reggina Calcio        | 34 | 18 | 10 | 6  | 36 | 19 | 64 |
| 3.   | Salernitana Sport     | 34 | 16 | 16 | 2  | 47 | 24 | 64 |
| 4.   | AS Lodigiani          | 34 | 14 | 11 | 9  | 45 | 31 | 53 |
| 5.   | SS Juventus Stabia    | 34 | 13 | 11 | 10 | 40 | 34 | 50 |
| 6.   | Potenza Calcio        | 34 | 14 | 8  | 12 | 37 | 33 | 50 |
| 7.   | Casarano Calcio       | 34 | 12 | 13 | 9  | 37 | 29 | 49 |
| 8.   | Sambenedettese Calcio | 34 | 12 | 11 | 11 | 40 | 36 | 47 |
| 9.   | US Avellino           | 34 | 9  | 14 | 11 | 30 | 30 | 41 |
| 10.  | AS Ischia Isolaverde  | 34 | 9  | 14 | 11 | 28 | 29 | 41 |
| 11.  | Barletta Calcio Sport | 34 | 7  | 19 | 8  | 31 | 32 | 40 |
| 12.  | AC Siena              | 34 | 9  | 12 | 13 | 33 | 32 | 39 |
| 13.  | Matera Sport 1        | 34 | 7  | 18 | 9  | 19 | 23 | 39 |
| 14.  | Leonzio 1909          | 34 | 9  | 10 | 15 | 30 | 49 | 37 |
| 15.  | AS Siracusa           | 34 | 6  | 17 | 11 | 25 | 29 | 35 |
| 16.  | SS Nola               | 34 | 7  | 10 | 17 | 28 | 51 | 31 |
| 17.  | Chieti Calcio 2       | 34 | 5  | 14 | 15 | 19 | 44 | 29 |
| 18.  | Giarre Calcio 2       | 34 | 2  | 15 | 17 | 16 | 45 | 21 |

Poznámky
- Z = Odehrané zápasy; V = Vítězství; R = Remízy; P = Prohry; VG = Vstřelené góly; OG = Obdržené góly; B = Body
- za výhru 3 body, za remízu 1 bod, za prohru 0 bodů.
- 1  Matera Sport byla po sezoně vyloučena za nesrovnalosti.
- 2  Chieti Calcio, AS Siracusa a SS Nola zůstali v soutěži.

|  | Přímý postup do Serie B 1994/95  |
|  | Play off                         |
|  | Play out                         |
|  | Přímý sestup do Serie C2 1994/95 |

### Play off
Boj o postupující místo do Serie B.

#### Semifinále
SS Juventus Stabia – Reggina Calcio 2:0, 2:3 v (prodl.)
AS Lodigiani – Salernitana Sport 1:1, 0:4

#### Finále
Salernitana Sport – SS Juventus Stabia 3:0
Postup do Serie B 1994/95 vyhrál tým Salernitana Sport.

### Play out
Boj o udržení v Serie C1.
Chieti Calcio – Leonzio 1909 0:0, 0:1
SS Nola – AS Siracusa 2:1, 0:2
Sestup do Serie C2 1994/95 měli kluby Chieti Calcio a SS Nola. Jenže po bankrotech některých klubů tak zůstali v soutěži. 